# Tovaca-cantadora
Tordo-formigueiro-críptico ou tovaca-cantadora (Chamaeza meruloides) é uma espécie de ave da família Formicariidae.
É endémica do Brasil.
Os seus habitats naturais são: florestas subtropicais ou tropicais húmidas de baixa altitude e regiões subtropicais ou tropicais húmidas de alta altitude.